# Tiaromma
Tiaromma is een geslacht van uitgestorven zee-egels uit de familie Diplopodiidae uit het Krijt.

## Soorten
- Tiaromma blancheti (Desor, 1856) † Boven-Albien-Laat-Cenomanien, West-Europa.
- Tiaromma Michelini (Agassiz & Desor, 1846) † Albien-Cenomanien, West-Europa.